# アニマ
アニマ（anima）とは生命や魂。
古代ギリシア語の文献類（アリストテレスの書など）にある「希: Ψυχή （プシュケー）」というギリシア語を、中世ヨーロッパなどにおいてラテン語訳する時に「anima」という語があてられた。当時ヨーロッパはキリスト教世界であったので、古代ギリシアの哲学の影響を受けつつも古代ギリシア文献の翻訳・研究などの文脈以外では、animaはキリスト教的な色彩を帯びた用法で使われていることも多い。また動物を意味する、「animal」とも関連がある。
その後、近代になってユングが独特の用語として用いることになった。

## ユング
カール・グスタフ・ユングは、「すべての中で最も顕著な自律性の集合体である。それは男性の女性との相互作用と女性への態度を影響と同様に、夢の中に現れる像としてそれ自身が現れる。アニマ・アニムスの過程を想像力の一つの源である」とした。
ユングはまた、個性化における段階のたとえとして、影との出会いは見習い工による「習作」、そしてアニマとの出会いは名工による「傑作」である、とも述べている。

### アニマ（anima）
男性の無意識人格の女性的な側面を元型と規定した。男性が持つ全ての女性的な心理学的性質がこれにあたる。
男性の有する未発達のエロス（関係の原理）でもあり、異性としての女性に投影されることもある、とする。
幼年期の母の投影に始まり、姉妹、おば、グノーシス主義におけるソピアーまたは「叡智」と呼ばれる段階で結ばれる、教師の要素を持つ将来の性的伴侶及び続く関係に続く典型的な発展における四重の理論を唱えた。

### アニムス（animus）
女性の無意識人格の男性的な側面を意味する。
女性の有する未発達のロゴス（裁断の原理）でもあり、異性としての男性に投影される。
アニマと比べて集合的であり、男性が一つのアニマしか持たないのに対し、女性は複数のアニムスを持つとされた。
女性が精神の中に類似の、男性的な属性と潜在力であるアニムスを持つと信じた。
フィルム・インタビューで、アニマ・アニムスの原形が、「ほんの僅かな意識」または無意識と呼んで、完全に無意識のものであるかどうかは明らかにしなかった。恋に落ちた男性が、女性自身よりも寧ろ自身の無意識の女性像であるアニマと結婚した事に気付き、後になって盲目な選択に後悔するのを例に出した。